# ローマ教皇庁立国際マリアン・アカデミー
ローマ教皇庁立国際マリアン・アカデミー（ラテン語：Pontificia Academia Mariana Internationalis、イタリア語：Pontificia accademia mariana internazionale、略称：PAMI）はマリア神学の推進を任務とする国際的な公的機関である。

## 概要

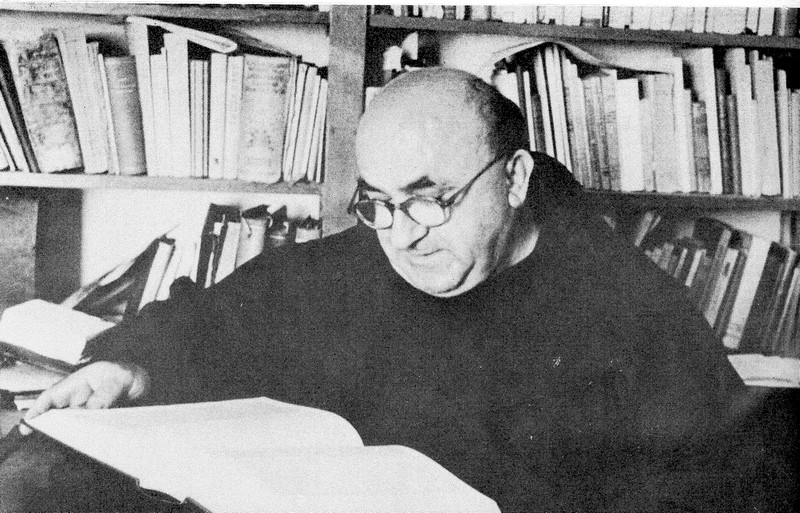
カルロス・バリック

ローマ教皇庁立国際マリアン・アカデミーは、バチカンの教皇庁立アカデミーの1つ。世界中に存在するマリアン・アカデミーと学会を調整し、聖母マリアに関する研究、文化、健全な崇敬の推進という任務を持つ。

## 歴史
アカデミーは、1946年7月に小さき兄弟会(フランシスコ会)によって設立され、科学的な討論や会議を開催し、マリアに関する図書の出版を管理する。また、教義承認100周年であった無原罪の御宿りの教義に関する研究も担当していた。委員会の最初の会長はカルロス・バリック修道士で、バリックは教皇庁立アテネウム・アントニアヌムのマリア研究の議長を務めた。
1959年12月8日、教皇ヨハネ23世は、自発教令「Maiora in dies」によってアカデミーに「教皇庁立」の名称を与えた。そして、アカデミーの中に国際マリア学会議およびマリア会議の執行を任務とする常設委員会が設立された。教皇ヨハネ・パウロ2世によって制定された法令を持つこの委員会は、アカデミーの評議会である。

## 活動

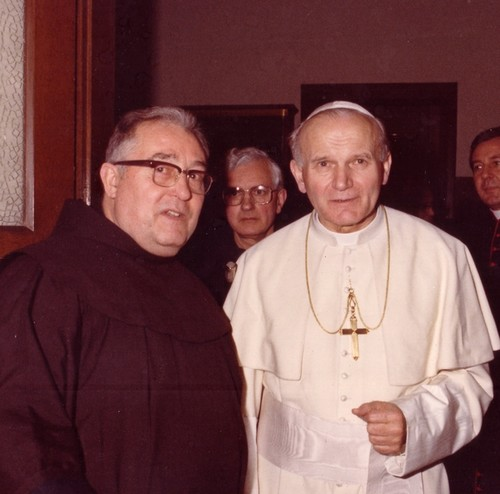
教皇ヨハネ・パウロ2世とメラダ神父

1950年、アカデミーは第1回国際マリア学会議および第8回国際マリア会議の組織で国際的に認知された。1948年と1958年の議会が続いた。第23回国際会議は2012年9月4-9日に開催され、現在のローマ・カトリックのマリア神学の発展と新しい視点を強調した(第二バチカン公会議以来マリア神学は衰退し、教皇パウロ6世から復興した)。
アカデミーの活動の目的は、聖母マリアに関する研究、文化、健全な崇敬の推進である。アカデミーの評議会と協力し定期的に国際会議を開催し、世界中のマリア神学者の交流を奨励し調整する。会議の結果はマリア神学コレクションとして出版される。アカデミーは、健全な聖母崇敬を推進するために世界に存在しているが、各国におけるマリア神学研究の調整のための中央集権的な組織であることが教皇庁の意志である。この調整の任務は教皇ヨハネ23世の教皇文書によって強調されている。
2023年4月15日、アカデミーは聖母の出現とされる事例、個人的啓示や聖痕、超自然的な現象の研究や観察に対応する研究所を発足した。

## PAMI長官
- カルロス・バリック（英語版）(1959年 – 1977年)
- パブロ・メラダ(1977年 – 1996年)
- ガスパール・カルボ・モラレジョ(1996年 - 2002年)
- ヴィンチェンツォ・バッタリア(2002年 - 2017年)
- ステファノ・チェッキン(2017年 - 現在)

## マリア学会とアカデミー

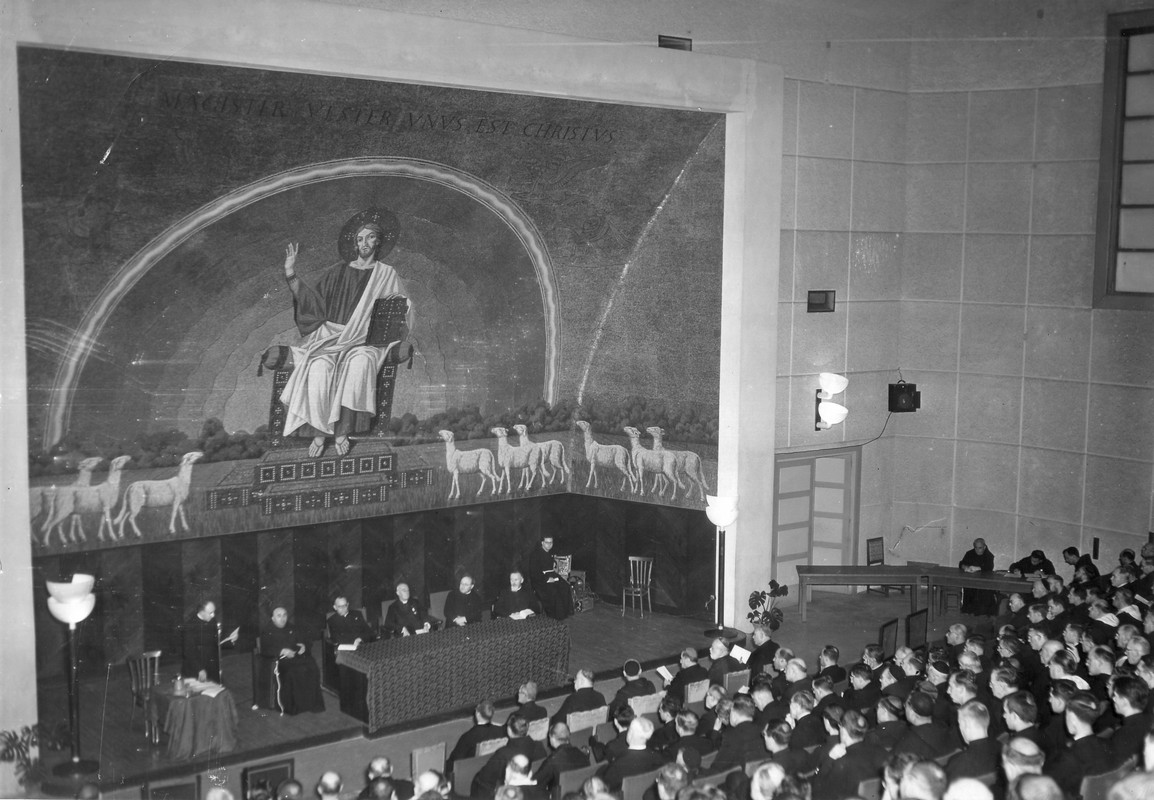
1950年　ローマ

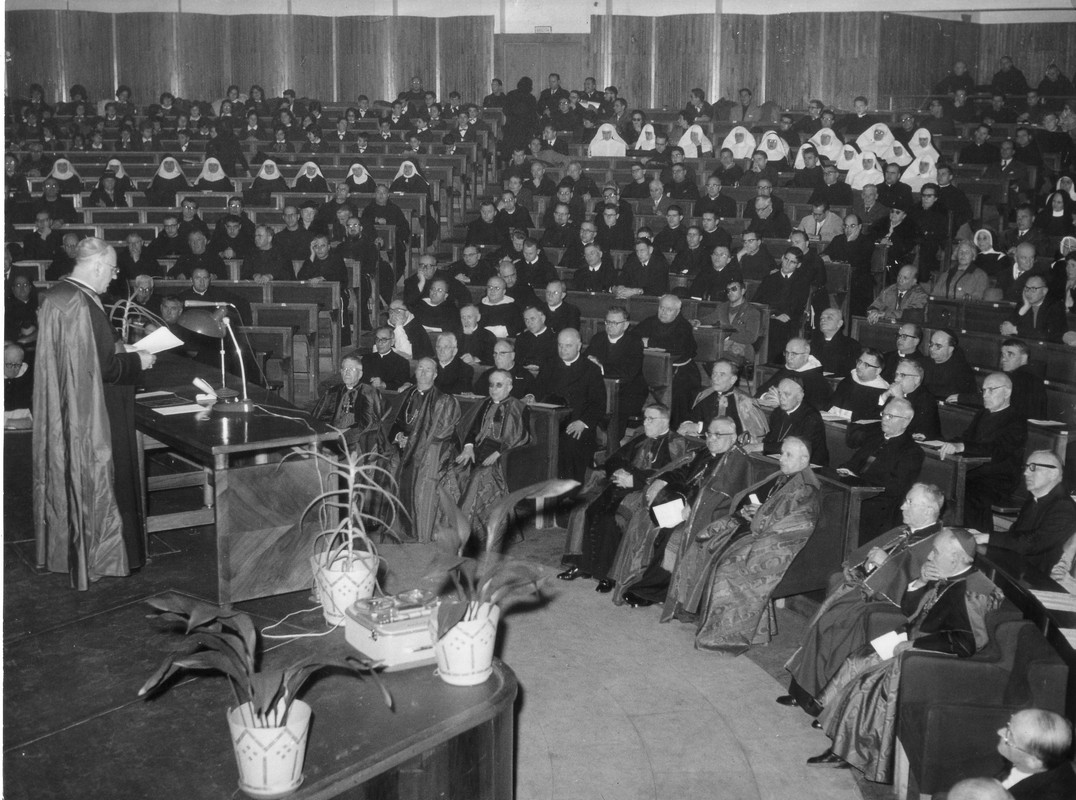
1954年　ローマ

- Société Française d’Études Mariales (SFEM – フランス)
- Sociedad Mariológica Española (SME – スペイン)
- アメリカ・マリア学会[8](Mariological Society of America（英語版）) (アメリカ)
- Deutsche Arbeitsgemeinschaft für Mariologie (ドイツ)
- Sociedad Mariológica Colombiana
- Polskie Towarzystwo Mariologiczne (ポーランド)
- Hrvatski Mariološki Institut (クロアチア)
- Associazione Mariologica Interdisciplinare Italiana (AMI)
- Ecumenical Society of the Blessed Virgin Mary (ESBVM – イギリス-アメリカ)
- Società Mariologica Mediorientale (レバノン)
- インド・マリア学アカデミー(Mariological Academy of India) (インド)
- フィリピン・マリア学会(Mariological Society of Philippines) (フィリピン)

その他のマリアン・セクション:
- アジア部門(Asiatic Section)
- アフリカ部門(African Section)
- ラテンアメリカ部門(Latin-American Section)
- スロベニア部門(Slovenia Section)
- ブラジル部門(Brazilian Section)

## マリアン・センター

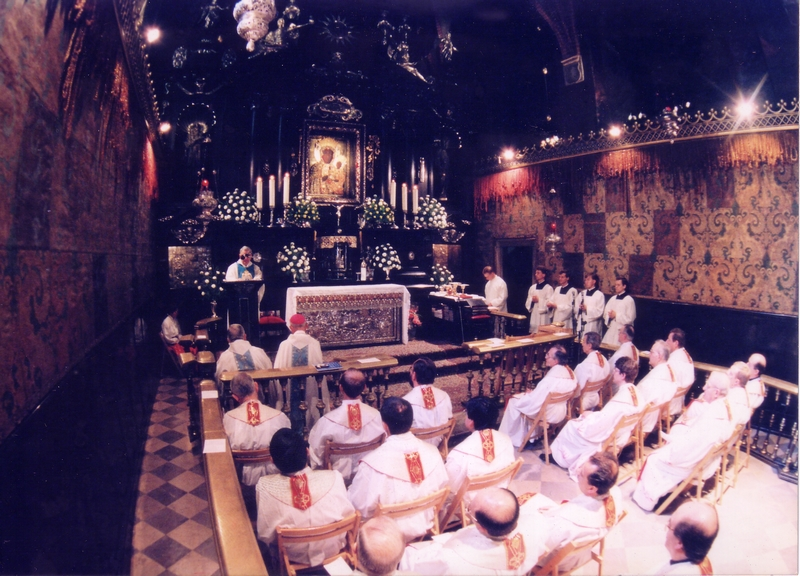
1996年　チェンストホヴァ

- 教皇庁立マリアヌム神学院[9](Pontifical Theological Faculty Marianum（英語版）) (ローマ)
- The Marian Library/International Marian Research Institute（英語版）[10] (デイトン – アメリカ)
- Marian Academy of Kolbe (Kolbianum) in Niepokalanow (ポーランド)
- Istituto Superiore di Scienze Religiose S. Maria di Monte Berico (ヴィチェンツァ – イタリア)
- Centro mariano de los Siervos de Maria (メキシコ)
- Centrum Formacji Maryjnej “Salvatoris Mater” Księży Marianów (ポーランド)
- Academia Marial de Aparecida (ブラジル)
- Marian Centre of Our Lady Ta’ Pinu Shrine (ゴゾ島、マルタ)

## 国際マリア学/マリア会議

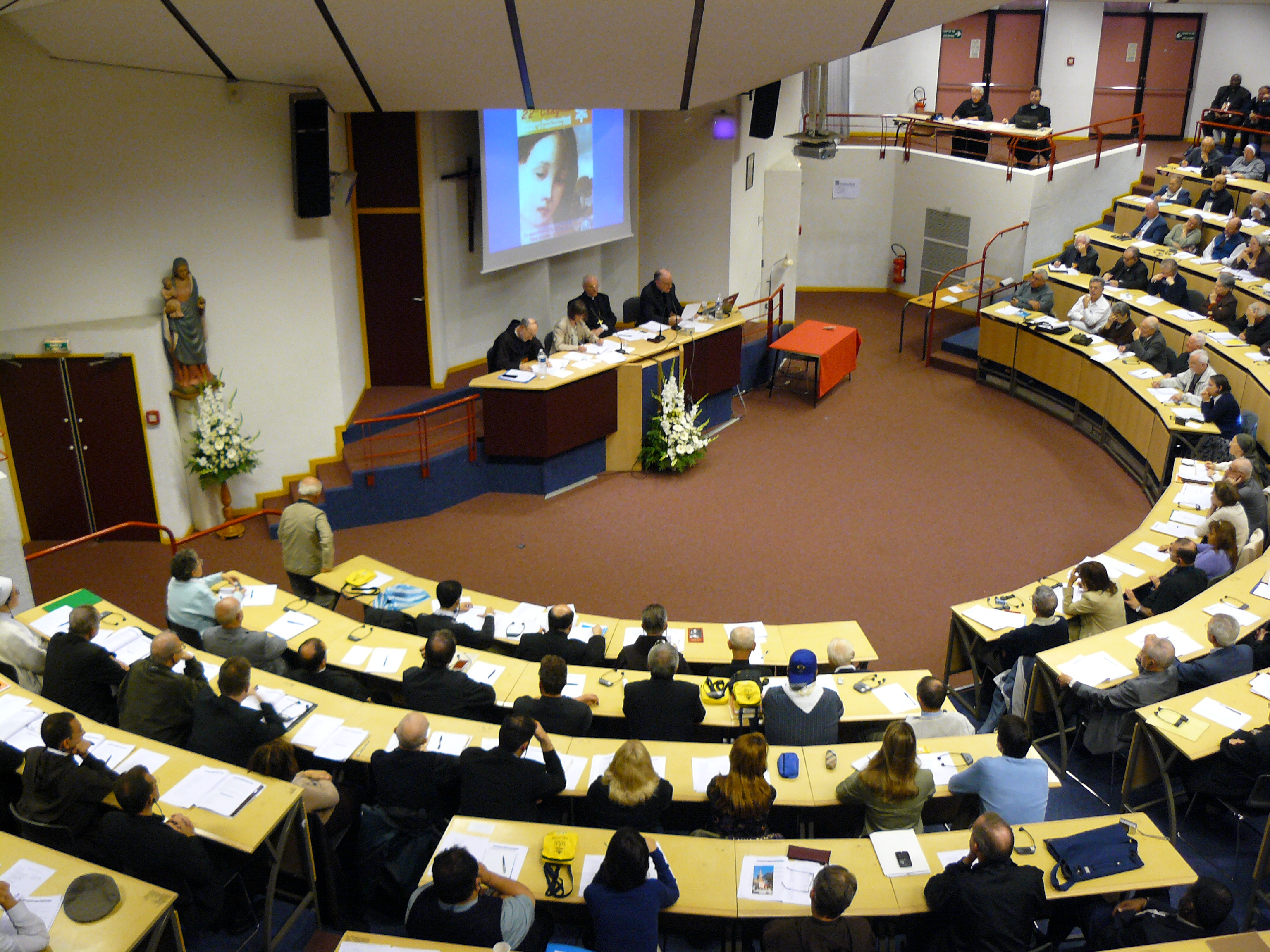
2008年　ルルド

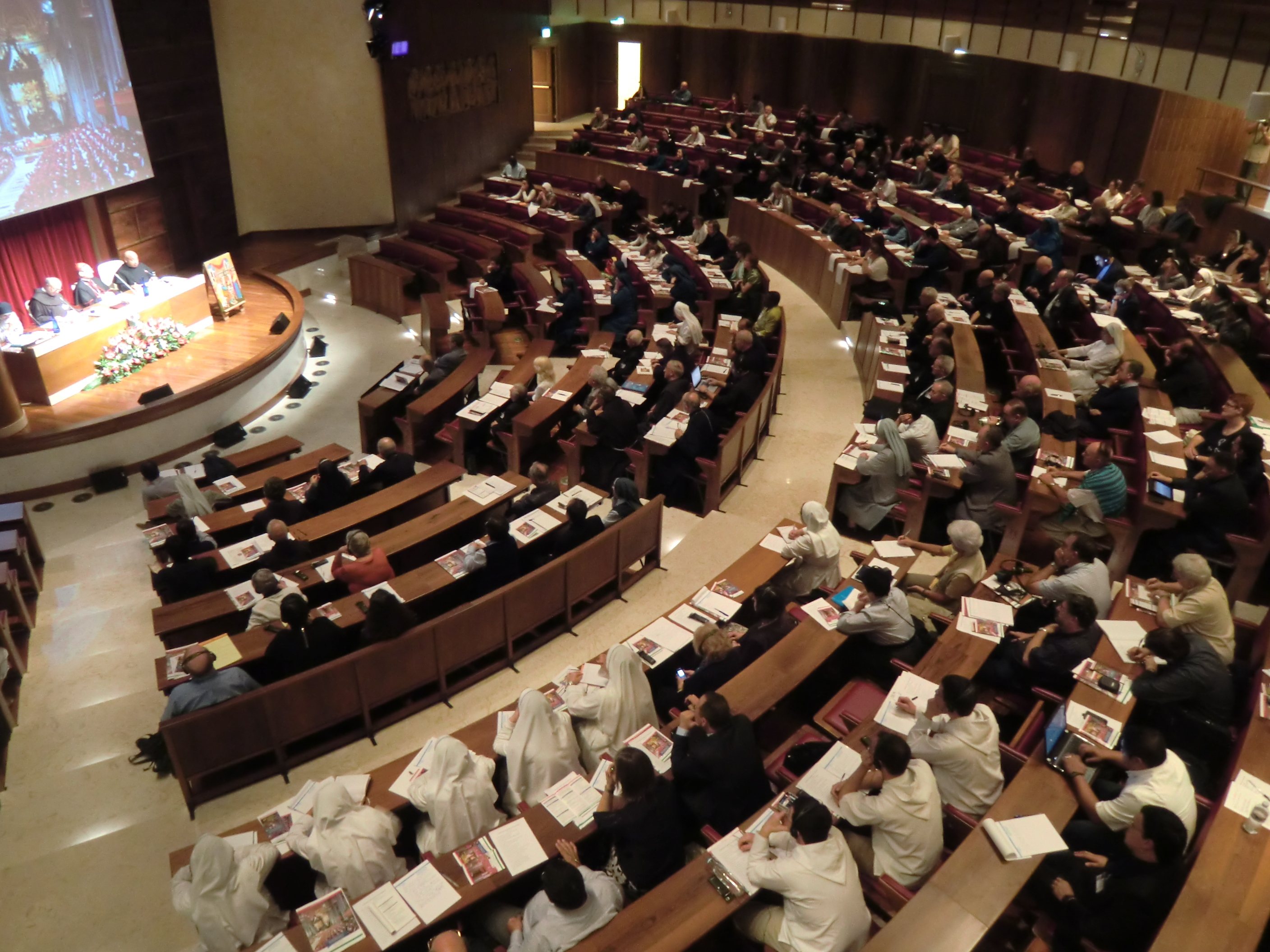
2012年　ローマ

第8回国際マリア会議(Marian International Congress)時の1950年以来、国際マリア学会議(Mariological International Congresses)が開催されている。
- 1950年ローマ：第1回　国際マリア学会議 –第8回　国際マリア会議
- 1954年ローマ：第2回　国際マリア学会議 –第9回　国際マリア会議
- 1958年ルルド：第3回　国際マリア学会議 –第10回　国際マリア会議
- 1965年サントドミンゴ：第4回　国際マリア学会議 –第11回　国際マリア会議
- 1967年リスボン：第5回　国際マリア学会議 –第12回　国際マリア会議
- 1971年ザグレブ：第6回　国際マリア学会議 –第13回　国際マリア会議
- 1975年ローマ：第7回　国際マリア学会議 –第14回　国際マリア会議
- 1979年サラゴサ：第8回　国際マリア学会議 –第15回　国際マリア会議
- 1983年マルタ：第9回　国際マリア学会議 –第16回　国際マリア会議
- 1987年ケーヴェラー（英語版）：第10回　国際マリア学会議 –第17回　国際マリア会議
- 1992年ウエルバ：第11回　国際マリア学会議 –第18回　国際マリア会議
- 1996年チェンストホヴァ：第12回　国際マリア学会議 –第19回　国際マリア会議

1996年1月8日、教皇ヨハネ・パウロ2世がアカデミーの法律の改正を承認し、2000年以降の議会の名称が変更された。
- 2000年ローマ：第20回　国際マリア学/マリア会議
- 2004年ローマ：第21回　国際マリア学/マリア会議
- 2008年ルルド：第22回　国際マリア学/マリア会議
- 2012年ローマ：第23回　国際マリア学/マリア会議
- 2016年ファティマ：第24回　国際マリア学/マリア会議[11]
- 2021年オンライン会議：第25回　国際マリア学/マリア会議[12][13]